# Ramón Javier Mestre
Ramón Javier Mestre (Córdoba, 2 de julho de 1972) é um advogado e político argentino, filiado à União Cívica Radical (UCR). Foi eleito prefeito de Córdoba nas eleições de 18 de setembro de 2011, para o período 2011-2015. Já ocupou o cargo de senador da Argentina, representando Córdoba.